# 科納溫德米爾 (亞利桑那州)
科納溫德米爾（英語：Corner Windmill）是位於美國亞利桑那州皮馬縣的一個非建制地區。該地的面積和人口皆未知。

## 地理
科納溫德米爾的座標為32°07′08″N 111°19′18″W / 32.11889°N 111.32167°W，而該地的平均海拔高度為760米（即2493英尺）。